# Deutsch-Koreanische Gesellschaft

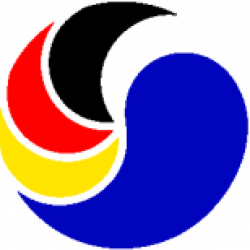
Das Logo der Deutsch-Koreanischen Gesellschaft besteht aus Elementen beider Landesflaggen.

Die Deutsch-Koreanische Gesellschaft e.V. (DKG) ist ein Verein zur Pflege und zum Ausbau der Beziehungen mit Südkorea. In den Regionalverbänden werden Veranstaltungen im kulturellen Bereich und Projekte wie der Jugendaustausch "Building Bridges" und die Verleihung des Mirok-Li-Preises organisiert.
Die Gesellschaft wurde am 21. Juni 1966 in Bonn gegründet.
Sitz ist in Berlin. Die insgesamt über 300 Mitglieder organisieren sich in mehreren Regionalverbänden:
- RV Baden-Württemberg[4].
- RV Bayern
- RV Berlin-Brandenburg
- RV Hessen-Rheinland-Pfalz
- RV Nordrhein-Westfalen
- RV Nord[5]
- RV Saarland

Der Regionalverband in Hamburg agiert eigenständig und gehört nicht dem Bundesverband an.